# Benda (Familien)
Unter dem Namen  Benda gibt es offenbar zwei voneinander unabhängige Musikerfamilien.
Im 18. Jahrhundert sind eine Reihe Komponisten und Virtuosen einer aus Böhmen stammenden Musikerfamilie bekannt. Seit dem 19. Jahrhundert ist eine weitere Musikerfamilie gleichen Namens bekannt. Sie geht offenbar auf den im späten 18. Jahrhundert in Schlesien lebenden Kaufmann Joseph Bendix zurück. Diese Musikerfamilie Benda hat seit dem 19. Jahrhundert eine Reihe von erfolgreichen Interpreten und Musikpädagogen hervorgebracht und sich bis heute auch für die Musik ihrer vorklassischen Namensvettern engagiert.

## Genealogie der älteren Familie
- Hans Georg Benda (1686–1757), verheiratet mit Dorothea Brixi
  - Franz Benda (1709–1786), alias František Benda
    - Wilhelmine Louise Dorothea Benda (1741–1798), verheiratet mit Hofmedikus Wilhelm Heinrich Sebastian Bucholz
    - Maria Carolina Benda (1742–1820), verheiratet mit Hofkapellmeister Ernst Wilhelm Wolf
    - Friedrich Wilhelm Heinrich Benda (1745–1814)
    - Karl Hermann Heinrich Benda (auch: Carl Benda) (1748–1836)
      - August Wilhelm Heinrich Ferdinand von Benda (1779–1861)
        - Karl Friedrich Wilhelm Robert von Benda (1816–1899)
          - Hans Robert Heinrich von Benda (1856–1919)
            - Hans Gustav Robert von Benda (1888–1972)
              - Franz von Benda

          - Annemarie Gabriele von Benda (1871–1924), verheiratet mit Maximilian von Brackenhausen (1867–1917)
            - Hans Georg von Brackenhausen (1897–1942), verheiratet mit Eva von Behr (* 1903)
              - Anita Sabine von Brackenhausen, später Sabine von Diest-Brackenhausen, Bildhauerin und Malerin

      - Friedrich August Benda (1786–1854)

    - Juliane Benda (1752–1783), verheiratet mit Hofkapellmeister Johann Friedrich Reichardt
      - Louise Reichardt (1779–1826)

  - Johann Georg Benda (1713–1752), alias Jan Jiři Benda
  - Viktor(in) Benda (1719–1762)
  - Georg Anton Benda (1722–1795), alias Jiří Antonín Benda
    - Friedrich Ludwig Benda (1752–1792), verheiratet mit Sängerin Felicitas Agnesia Ritz
    - Heinrich Benda (* 1754–1795/1806)
    - Catharina Justina Benda (1757–1815), verheiratet mit den Schauspielern 1. Karl Friedrich Zimdar 2. Adolph Blanchard
      - Caroline Zimdar (1779–1847), verheiratet mit Schauspieler Maximilian Scholz

    - Hermann Christian Benda (auch: Christian Benda, Christel Benda) (1759–1805)
      - Amalia Carolina Louisa Benda (* 1795), verheiratet mit Hofschauspieler Carl August Schmidt
        - Adolph Benda, „recte Schmidt“ (* 1825), verheiratet mit Schauspielerin und Sängerin Susanna Limbach
          - Josephina Maria Louise Benda-Baranyai (* 1854)
            - Ilona B. Benda (* 1884->1926)

    - Carl Ernst Eberhard Benda (auch: Carl Benda) (1764–1824)
      - Sophia Carolina Benda (1787–1844)
      - Louisa Wilhelmina Justina Benda (* 1798), als Bühnendarstellerin: Louise Benda, Louise Haas (1823 Heirat mit Schauspieler Karl Haas)

  - Joseph Benda (1724–1804)
    - (Johann) Friedrich Ernst Benda (auch: Ernst Friedrich Johann Benda) (1749–1785)
      - Johann Wilhelm Otto Gottlieb Benda (1775–1832)[2]

    - Carl Friedrich Franz Benda (auch: Carl Benda) (1754–1816)

  - Anna Franziska Benda (1728–1781), verheiratet mit Hofviolinist Johann Dismas Hattasch
    - Heinrich Christoph Hattasch

Siehe auch: Stammbaum-Anhang in Band 1 von Franz Lorenz’  Biographie
- Felix Benda (1708–1768)

## Genealogie der jüngeren Familie
- Joseph Bendix
  - Jean Benda (1791–1870), alias Bendix Itzig, verheiratet mit Riecke Loewenstein
    - Benjamin (Benny) Benda (1840–1899), verheiratet mit Johanna Lesser (1838–1901)
      - Willi Benda (1868–1929), verheiratet mit Margarethe Jahr (* 1870)
        - Lilian Benda (* 1895)
        - Siegfried Benda (* 1897)
        - Ilse Benda (* 1904)

      - Hans (Jean) Benda (1874–1949), verheiratet mit Dora Hamann
        - Lola Benda (* 1922), verheiratete Pfister
          - Ariane Pfister-Benda (* 1946)

        - Sebastian Benda (1926–2003), verheiratet mit Luzia Dias
          - Angela Benda
          - Christian Benda
          - François Benda (* 1964)
          - Nancy Benda (* 1970)
          - Denise Benda (* 1972)